# 결정 습성

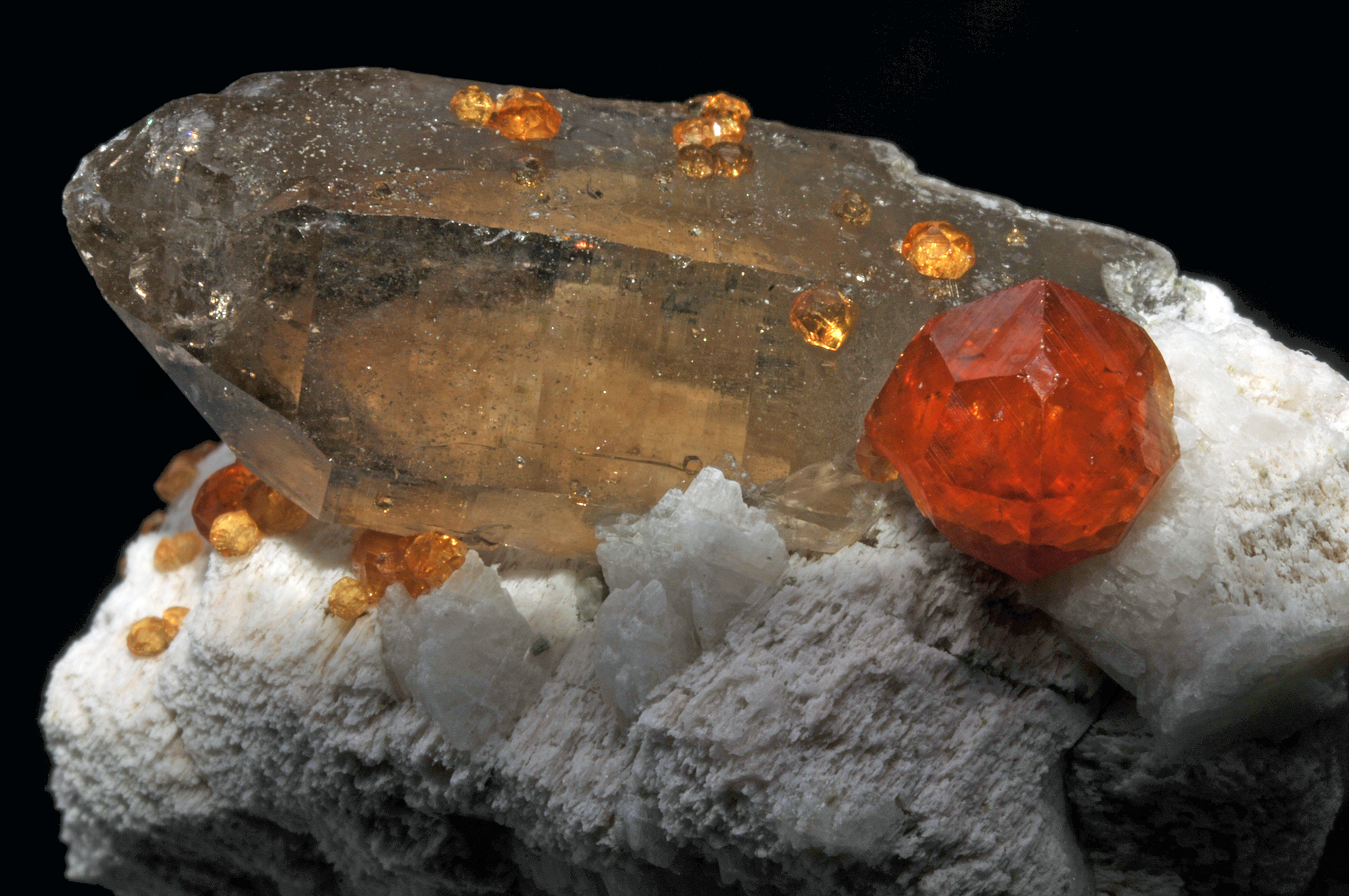
각기 다른 결정 습성을 보이는 연수정

결정 습성(crystal habit) 또는 결정상은 광물학에서 개별 결정 또는 결정 집합체의 특징적인 외부 모양이다. 결정 습성은 결정학적 형태와 성장 조건에 따라 달라지며, 이는 일반적으로 결정화 매질(일반적으로 암석에서)의 제한된 공간으로 인해 불규칙성을 생성한다.

## 같이 보기
- 결정 구조